# Топ Ган: Мэверик
«Топ Ган: Мэверик» (англ. Top Gun: Maverick) — американский драматический боевик Джозефа Косински с Томом Крузом в главной роли, являющийся продолжением фильма 1986 года «Лучший стрелок».
Мировая премьера фильма состоялась 28 апреля 2022 года в Лас-Вегасе на выставке CinemaCon, международная премьера состоялась 18 мая на 75-м Каннском кинофестивале в рамках внеконкурсной программы, а в мировой прокат фильм вышел 27 мая 2022 года.
Самый кассовый фильм в карьере Тома Круза и 2-й самый кассовый фильм 2022 года, уступивший картине «Аватар: Путь воды». Также картина заняла 13-е место в списке самых кассовых фильмов за всю историю кинематографа. Фильм получил высокие оценки критиков, а ряд изданий даже включили его в списки лучших фильмов года. Кроме того, фильм получил 6 номинаций на 95-й церемонии вручения премии «Оскар», включая категорию лучший фильм.
Повторный показ фильма анонсирован со 2 по 15 декабря в США и Канаде.
«Мэверик» был последним фильмом Вэла Килмера, перед его смертью от пневмонии, в апреле 2025 года.

## Сюжет
Действие фильма происходит через 36 лет после событий в первом фильме. Легендарный пилот, капитан ВМС США Питер «Мэверик» Митчелл вынужден работать лётчиком-испытателем. Хотя он получил множество наград; неоднократное неподчинение не позволило ему продвигаться по карьерной лестнице. Его друг и бывший соперник по школе Top Gun адмирал Том «Айсмен» Казански, командующий Тихоокеанским флотом ВМС США, часто защищает Мэверика от наказания. Контр-адмирал Честер «Хаммер» Кейн отменяет программу скрамджетов «Darkstar» в пользу финансирования беспилотников. Прежде чем Кейн успевает сделать это официально, Мэверик ставит рекорд гиперскорости в 10 Махов, достигая одной из промежуточных целей программы, хотя прототип при этом разрушается, а Мэверик едва не погибает. Айсмен снова спасает карьеру Мэверика, отправляя его на авиабазу ВМС «Северный остров» (англ. NAS North Island) возле Сан-Диего для выполнения следующего задания — стать инструктором школы Top Gun, где также обучается Брэдли «Задира» Брэдшоу — сын Ника «Гуся» Брэдшоу, погибшего в фильме 1986 года, который был офицером радиоперехвата, лучшим другом и ведомым Мэверика.
ВМС получили задание уничтожить несанкционированный завод по обогащению урана, расположенный в глубокой впадине в конце каньона в неназываемой вражеской стране. Его защищают истребители пятого поколения Су-57, зенитные ракеты С-125 и глушилки GPS, которые делают F-35 Lightning II непригодными для этой работы. Мэверик разрабатывает план атаки двумя парами F-18. Несмотря на то, что он хочет лететь на задание, ему поручают для этой цели тренировать элитную группу недавних выпускников Top Gun, собранную вице-адмиралом, командующим морской авиацией США на Тихом океане Бо «Циклоном» Симпсоном, которому методы Мэверика не нравятся.
Мэверик в учебных полетах побеждает всех своих скептически настроенных учеников, завоёвывая их уважение. Лейтенанты Джейк «Палач» Сересин и Брэдли «Задира» Брэдшоу постоянно конфликтуют. Задире не нравится бесцеремонное поведение Палача, а последний критикует слишком осторожные и медленные полёты Задиры. Мэверик воссоединяется с бывшей девушкой Пэнни Бенджамин, которой он объясняет: мать Брэдли перед смертью просила Мэверика сделать так, чтобы Задира не стал пилотом. Задира, не зная об этом обещании, обижается на Мэверика за то, что тот помешал его военной карьере, и винит его в смерти отца. Мэверик не хочет и дальше вмешиваться в карьеру Задиры, но альтернативой является отправка его на смертельно опасное задание. Он рассказывает о своих сомнениях Айсмену, у которого рак горла. Перед смертью Айсмен советует ему: «Пора отпустить» и заверяет, что «ВМС нужен Мэверик».
После смерти Айсмена «Циклон» снимает Мэверика с должности инструктора из-за инцидента на тренировке, в ходе которого был потерян F/A-18. Циклон смягчает параметры задания (увеличив почти вдвое время его выполнения), но при этом значительно усложняется задача побега. Во время объявления Циклона Мэверик совершает несанкционированный полёт по учебному курсу с более жесткими, чем изначальные, параметрами, доказывая, что их возможно выполнить. Циклон неохотно назначает Мэверика командиром группы.
Мэверик летит ведущим в паре с ведомыми — лейтенантом Наташей «Феникс» Трейс и офицером радиоперехвата лейтенантом Робертом «Бобом» Флойдом. Задира возглавляет вторую ударную пару, в которую входят лейтенант Рубен «Расплата» Фитч и офицер радиоперехвата лейтенант Микки «Фанбой» Гарсия. После взлёта четырёх самолётов с авианосца USS Theodore Roosevelt ракетный крейсер USS Leyte Gulf запускает крылатые ракеты Tomahawk, чтобы уничтожить близлежащую авиабазу. Команды успешно уничтожают завод, но во время бегства попадают под огонь ЗРК С-125. У Задиры заканчиваются средства противодействия, и Мэверик жертвует своим самолётом, чтобы защитить Задиру. Полагая, что Мэверик погиб, руководители операцией приказывают остальным участникам вернуться на авианосец. Во время разворота Задира обнаруживает, что Мэверик благополучно катапультировался, а на него нацелился вражеский вертолёт Ми-24. Задира уничтожает вертолёт, его самого сбивают зенитной ракетой, но он также благополучно катапультируется. В лесу они встречаются с Мэвериком и, воспользовавшись суетой персонала базы, тайно туда проникают и угоняют F-14 с разрушенного аэродрома благодаря сохранившейся рулёжной полосе. В воздухе их перехватывают два Су-57, но благодаря тому, что вражеские пилоты принимают Мэва и Задиру за своих, последние застают тех врасплох и в ходе воздушного боя уничтожают оба перехватчика, тратя все ракеты и боеприпасы. От преследования неожиданно подоспевшего третьего перехватчика их в самый последний момент спасает прибывший из резерва «Палач». Самолёты успешно возвращаются на авианосец.
Позже Задира помогает Мэверику работать над его самолётом P-51 Mustang. Он смотрит на фотографии, в том числе своего покойного отца и молодого Мэверика, а Пэнни и Мэверик в это время улетают в закат на P-51.

## В ролях
- Том Круз — капитан Питер «Мэ́верик» Митчелл[14][15][16].
- Вэл Килмер — адмирал Том «Айсмэн» Казански[17].
- Глен Пауэлл — лейтенант Джейк «Палач» Сересин (Hangman), пилот F/A-18E[18].
- Майлз Теллер — лейтенант Брэдли «Задира» Брэдшоу[19].
- Дженнифер Коннели[20] — Пенелопа «Пэнни» Бенджамин, любовь Мэверика, мать-одиночка, владелица бара и дочь адмирала.
- Башир Салахуддин[англ.][21] — Мичман Берни «Хондо» Колеман (Hondo), друг Мэверика.
- Джон Хэмм[22] — вице-адмирал Бо «Циклон» Симпсон (Cyclone), командующий военно-морскими воздушными силами.
- Чарльз Парнелл[англ.][23] — Контр-адмирал Соломон «Чернокнижник» Бейтс (Warlock), командир Центра развития боевых действий морской авиации и знакомый Мэверика.
- Моника Барбаро — Наташа «Феникс» Трейс (Phoenix), пилот F/A-18F[23].
- Льюис Пуллман[21] — лейтенант Роберт «Боб» Флойд (Bob), напарник Трейс.
- Джей Эллис — лейтенант Рубен «Расплата» Фитч (Payback); пилот F/A-18F.
- Дэнни Рамирес[21] — лейтенант Микки «Фанбой» Гарсия (Fanboy), напарник Фитча.
- Джек Шумахер — лейтенант Нил «Омаха» Викандер (Omaha), пилот F/A-18F.
- Мэнни Хасинто[англ.] — лейтенант Билли «Фриц» Авалоне (Fritz), пилот F/A-18E[24].
- Кара Ванг — лейтенант Кэлли «Хало» Бассетт (Halo), напарник Викандер.
- Грег Тарзан Девис[англ.] — лейтенант Джави «Койот» Мачадо (Coyote), пилот F/A-18E.
- Джейк Пикинг[англ.][25] — лейтенант Бригам «Гарвард» Леннокс (Harvard), напарник Ли.
- Рэймонд Ли[25] — лейтенант Логан «Йель» Ли (Yale), пилот F/A-18F.
- Джин Луиза Келли[25] — Сара Казански, жена Тома «Айсмен» Казански.
- Лилиана Рэй[англ.] — Амелия Бенджамин, дочь Пэнни.
- Эд Харрис[22] — контр-адмирал Честер «Хаммер» Кейн, начальник Мэверика и глава программы Darkstar.
- Джеймс Хэнди[англ.] — Джимми, старый бармен в баре Пэнни.
- Энтони Эдвардс, Мэг Райан, Аарон и Адам Вайс[англ.] — появляются в роли семьи Брэдшоу в архивных кадрах из первого фильма Top Gun вместе с Келли Макгиллис в роли Шарлотты «Чарли» Блэквуд.

## Съёмки
Предварительное производство фильма официально началось 30 мая 2018 года в Сан-Диего, штат Калифорния. В конце августа съёмочная группа из 15 человек из Paramount и Bruckheimer Films находилась на борту авианосца, базирующегося в Норфолке, USS Abraham Lincoln, чтобы снимать сцены в кабине экипажа. В середине февраля 2019 года Круз и производственная команда были замечены на борту USS Theodore Roosevelt. В марте съёмки были завершены.
Основные съёмки проводились до 15 апреля 2019 года в Сан-Диего, штат Калифорния; Лемор, Калифорния; Чайна-Лейк, Калифорния; озере Тахо, Калифорния; Сиэтле, Вашингтон и реке Патаксент, штат Мэриленд.
Во время съёмок Том Круз выполнял опасные трюки и сам управлял истребителем.

## Маркетинг
Первый трейлер фильма был показан 18 июля 2019 года на San Diego Comic-Con International. Резонанс вызвало изменение куртки главного героя, с которой исчезли флаги союзников США — Тайваня и Японии, предполагаемой причиной считалось желание киношников удовлетворить требования властей Китая для обеспечения кинопроката в этой стране.

## Прокат
Выход «Топ Ган: Мэверик» в мировой прокат состоялся 27 мая 2022 года. Изначально он был запланирован на 12 июля 2019 года, но был отложен до 26 июня 2020 года, чтобы были отработаны новые сложные схемы полётов для впечатляющего итогового результата. 2 апреля 2020 года дата выхода была перенесена на 23 декабря 2020 года из-за пандемии COVID-19. 23 июля того же года выход был отложен до 2 июля 2021 года, что отчасти было вызвано занятостью Тома Круза съёмками фильма «Миссия невыполнима 7». 9 апреля 2021 года дата выхода была отложена до 19 ноября 2021 года, а 1 сентября состоялся последний перенос.
Мировая премьера «Топ Ган: Мэверик» состоялась 28 апреля 2022 года в Лас-Вегасе на выставке CinemaCon, где в августе 2021 года были показаны первые 13 минут фильма. Затем 4 мая прошёл показ ленты на списанном авианосце в Сан-Диего. Международная премьера фильма состоится 18 мая на юбилейном 75-м Каннском кинофестивале вне основного конкурса. Тому Крузу, который посещал фестиваль в качестве участника с фильмом «Далеко-далеко» ровно за 30 лет до этого — 18 мая 1992 года, будет отдана исключительная дань уважения за его достижения.
Стриминговые сервисы Netflix и AppleTV+ пытались приобрести права на распространение фильма, но компания Paramount Pictures отказала им.
22 декабря 2022 года фильм вышел на стриминговом сервисе Paramount+ и уже через пару дней стал самым просматриваемым за всю историю онлайн-кинотеатра.

## Продолжение
В январе 2024 года студия Paramount Pictures сообщила о разработке третьей части франшизы. Эрен Крюгер напишет чёрный вариант сценария. Том Круз, Майлз Теллер и Глен Пауэлл вернутся к своим ролям. Джерри Брукхаймер и Дэвид Эллисон стали продюсерами, проекта, Джозеф Косински — режиссёром.